# De två Chorerna
De två Chorerna, med moderniserad stavning ”De två korerna”, är ett musikstycke av Carl Jonas Love Almqvist. Det avslutar band I av den så kallade imperialoktavupplagan av Törnrosens bok, vilket utkom 1839. Det korta körverket är uppbyggt som en dialog mellan jordiska andar, som sjunger fyrstämmigt, och serafer, som sjunger trestämmigt. De förra representerar människorna och frågar de senare, de himmelska andarna, om det är meningsfullt att hoppas på frid.